# Tupanatinga
Tupanatinga là một đô thị thuộc bang Pernambuco, Brasil. Đô thị này có diện tích 869,8 km², dân số năm 2007 là 20924 người, mật độ 24,06 người/km².